# Лабіш-Вілледж (Орегон)
Лабіш-Вілледж (англ. Labish Village) — переписна місцевість (CDP) в США, в окрузі Меріон штату Орегон. Населення — 454 особи (2020).

## Географія
Лабіш-Вілледж розташований за координатами 45°1′9″ пн. ш. 122°58′25″ зх. д. / 45.01917° пн. ш. 122.97361° зх. д. (45.019100, -122.973586).  За даними Бюро перепису населення США в 2010 році переписна місцевість мала площу 0,14 км², уся площа — суходіл.

## Демографія
Згідно з переписом 2010 року, у переписній місцевості мешкало 412 осіб у 107 домогосподарствах у складі 85 родин. Густота населення становила 2927 осіб/км².  Було 110 помешкань (781/км²).
Расовий склад населення:
| - 40,8 % — білих - 1,5 % — вихідців з тихоокеанських островів - 1,2 % — корінних американців - 0,2 % — чорних або афроамериканців - 56,3 % — осіб інших рас |

До двох чи більше рас належало 0,0 %. Частка іспаномовних становила 67,0 % від усіх жителів.
За віковим діапазоном населення розподілялося таким чином: 37,4 % — особи молодші 18 років, 54,6 % — особи у віці 18—64 років, 8,0 % — особи у віці 65 років та старші. Медіана віку мешканця становила 26,0 року. На 100 осіб жіночої статі у переписній місцевості припадало 121,5 чоловіків;  на 100 жінок у віці від 18 років та старших — 116,8 чоловіків також старших 18 років.
Середній дохід на одне домашнє господарство  становив 43 889 доларів США (медіана — 45 714), а середній дохід на одну сім'ю — 44 542 долари (медіана — 46 786). Медіана доходів становила 31 689 доларів для чоловіків та 21 417 доларів для жінок. 
Цивільне працевлаштоване населення становило 121 осіб. Основні галузі зайнятості: освіта, охорона здоров'я та соціальна допомога — 42,1 %, сільське господарство, лісництво, риболовля — 29,8 %, мистецтво, розваги та відпочинок — 11,6 %, виробництво — 5,8 %.